# John Egil Skajem
John Egil Skajem (1963) è un ex sciatore alpino norvegese.

## Biografia
Specialista delle prove tecniche, Skajem ai Campionati norvegesi vinse la medaglia di bronzo nello slalom gigante nel 1983 e quella d'argento nello slalom speciale nel 1985 e in seguito gareggiò nel circuito universitario nordamericano (NCAA); non prese parte a rassegne olimpiche né ottenne piazzamenti in Coppa del Mondo o ai Campionati mondiali.

## Palmarès

### Campionati norvegesi
- 2 medaglie (dati dalla stagione 1982-1983):
  - 1 argento (slalom speciale[senza fonte] nel 1985)
  - 1 bronzo (slalom gigante[senza fonte] nel 1983)